# Thomas Trenkler
Thomas Trenkler (* 1960 in Salzburg) ist ein österreichischer Journalist und Buchautor.
Trenkler studierte an der Karl-Franzens-Universität Graz Germanistik und Kunstgeschichte. Seit 1984 ist er journalistisch tätig. Von 1985 bis 1990 arbeitete er für das Kunstfestival Steirischer Herbst, zuletzt als Pressereferent. 1991 wurde er mit einer Arbeit über die Sprache der Werbung im österreichischen Rundfunk promoviert.
1993 wurde er Kulturredakteur der Wiener Tageszeitung Der Standard. Trenklers Buchveröffentlichungen, etwa Der Fall Rothschild   und Wiedersehen im Niemandsland, beschäftigen sich vorrangig mit Aspekten von Kunst und Ökonomie im Nationalsozialismus. Anfang 2015 wurde publik, dass Trenkler zur Wiener Tageszeitung Kurier wechselt, da im Zuge von Sparmaßnahmen beim Standard sein Gehalt um ein Drittel gekürzt werden sollte.
Trenkler führt auch ein fotografisches Tagebuch, das bereits ausgestellt wurde.